# Hiroyuki Nishijima
Hiroyuki Nishijima (西嶋 弘之 Nishijima Hiroyuki?), född 7 april 1982 i Nara prefektur, är en japansk fotbollsspelare.
Nishijima började sin karriär 2001 i Sanfrecce Hiroshima. Efter Sanfrecce Hiroshima spelade han för Vissel Kobe, Consadole Sapporo, Tokushima Vortis, Yokohama FC och Giravanz Kitakyushu. Han avslutade karriären 2017.